# Округ Чејмберс (Алабама)
Округ Чејмберс (енгл. Chambers County) је округ у америчкој савезној држави Алабама. По попису из 2010. године број становника је 34.215. Седиште округа је град Лафајет.

## Демографија
Према попису становништва из 2010. у округу је живело 34.215 становника, што је 2.368 (6,5%) становника мање него 2000. године.
| Група             | 2000.          | 2010.          |
| Белци             | 22.111 (60,4%) | 19.893 (58,1%) |
| Афроамериканци    | 13.943 (38,1%) | 13.257 (38,7%) |
| Азијати           | 68 (0,2%)      | 168 (0,5%)     |
| Хиспаноамериканци | 280 (0,8%)     | 536 (1,6%)     |
| Укупно            | 36.583         | 34.215         |